# Рајхлов хотел Руски цар у Нишу
Рајхлов хотел „Руски цар” у Нишу био је један од угледнијих хотела у овом граду с почетка 20. века, на раскрсници путева долином Јужне Мораве, Нишаве и Топлице. Основан као један од малобројних хотела у централном језгру Ниша скраја 19. века, у првим деценијама 20. века, је обновљен, а после Другог светског рата, након што је једно време био биоскоп срушен. Хотел ће остати запамћен по томе што су у њему, када је на почетку Првог светског рата Ниш био ратна престоница Србије, па су у њему боравиле дипломате, официри, трговци, индустријаалци са својим породицам, ратни дописници и лекари, емисари, хуманитарци или избеглице на пролазу кроз Ниш све до окупације града од стране Аустроугарске.

## Називи
Гостионице са смештајем „Берлин“ — Хотел „Руски цар“ — „Руски цар - Рајхловог хотел“ — Хотел „Руски цар“, а након што је од хотела остала само биоскопска сала, Биоскоп „Волга“ — Биоскоп „Истра“ – биоскоп „Вилин Град“.

## Историја
Предуслови

Историја хотела је почела с краја 19. века у онда и данас главној Обреновићевој улици Ниша, која је настала делом (у почетној оријенталној фази, у 15—17 век) из чаршије око ћуприје на десној и левој обали Нишаве, а затим, од 18. века почевши од раскршћа код Хизр-бегове (касније Осман-пашина) џамије из пољског пута према Горици и Габровцу. Продужавајући се са порастом Ниша, из века у век приближала се брду Горица на чијим падинама је настало нишко гробље. Из сокака према Горици до Тврђаве и Пашине џамије, развила се у 18. веку главна и уједно трговачка улица Ниша, под именом Покривена чаршија, која је брзо је после ослобођења Ниша од Турака почела мењати свој лик и то у свим правцима: 
у погледу власништва и функције (у смислу дефинитивног прелаза чаршије у руке српских, а затим и јеврејских трговаца и занатлија), у погледу композиције (ширења и исправљања трасе), а затим и у погледу архитектуре напуштање ћепенака с продуженим настрешницама са оријентацијом на, углавном, скромне патријахалне дућане по обрасцима карактеристичним у другим српским градовима.
 Главна улица је осим тога добила и ново име (Обреновићева, које и данас носи), задржавши га све до Другог светског рата, мада је за све време у народу била позната као Главна чаршија или данас Главна улица. На прелазу 19. у 20. век улица је добила нови лик одсликавајући у урбаном, композиционом и архитектонском изгледу и изразу, пре свега, улогу и моћ занатлија и трговаца у Нишу.
Настанак
Прво је изграђена гостионице звана „Берлин“, на броју 51, у централном занатско-трговачком центру Ниша. Тада је у тадашнјој (и данашњој) Обреновићевој улици, зачета историја новог хотела у Нишу, када је нишки газда и кафеџије Стевана Кукурека, у њој основао хотел „Руски цар”. Поред хотела „Европа“, хотел Оријент, и пивнице „Краљ“, хотел „Руски цар", је убрзо постао угледан угоститељски објекат, који су радо посећивали и у њему одседали за то време добростојећи нишки гости, путници, дипломате, политичари, официри, банкари, индустријаци, трговци па и занатлије.
Када је газда Стевану посао најбоље ишао, као искусни занатлија и трговац, дошао је до закључка да хотел „Руски цар”, треба продати, па је то и учинио. Хотел је купио Аустријанац Евгеније Рајхл, који је назив хотелу „Руски цар“ додао и своје име „Рајхлов хотел“; тако је основа Рајхов хотел — Руски цар.

У хотелу је, уочи Првог светског рата, како је забележено, владала пријатна атмосфера. Ту атмосферу овако је описао свом пријатељу, канадски хирург др Абрахама Џонсон који је у њему одседао, 
У Енглеској би се сматрао хотелчићем ниже категорије, али пошто у то време, а било је време Првог светског рата, није било бољег у Србији ван Београда, у гостиници хотела „Руски цар"  би се сва памет и мода увече сјатиле за вечеру....наслађивали смо се прворазредном вечером...јела су била изузетно добра...Собе су биле прилично чисте. Кревети су били обавезно прекривени дебелим јорганима, омиљеним код свих балканских народа. Осветљавало се свећама, о санитарним уређајима вам не смем причати.
 Собе за преноћиште, биле су у задњем делу зграде и да би се дошло до њих, морало је да се прође кроз двориште, у коме је била и обућарска радња, па каменим степеницама на спрат.
Биоскопске представе

У хотелу би после вечере, као и у осталим нишким хотелима, биле приказиване филсмке представе, 
око девет сати, када би породични гости отишли, за оне који су остали и оне који би придошли, у дну сале постављало би се бело платно за биоскопску представу. А они који су остали да гледају филм, морали су да за то задовољство плате „по један динар екстра“.
Стални биоскоп у нишком хотелу “Руски цар” је отворио власник хотела Евгеније Рајхл. Биоскоп је, све до првог светског рата, држао Евгеније Рајхл, а касније га је преузео познати нишки “биоскопџија” Таса Илић.
Позоришне представе
У великој сали ресторана, организоване су и позоришне представе, које је углавном давало нишко позориште „Синђелић”, чији је управник био Коста Делини.

### Хотел на почетку Првог светског рата
У периоду када је Ниш био ратна престоница Србије, већина дипломатског кора, акредитовани дописници париских, лондонских и италијанских листова, који су били у Нишу, ручавали су и вечеравали у овом хотелу. 
Били су ту и Енглези и Американци, углавном инжињери или трговци нафтом, који су се враћали из Русије и чекали у Нишу воз за Солун. На вечери су са својим супругама и децом долазили и официри одевени у златно – црвене униформе, што је изазивало посебну пажњу хотелских гостију.

### Хотел између два светска рата
По завршетку Првог светског рата хотел је купио познати нишки угоститељ Таса Илић. Он је 1934. дотрајалу и ненаменски грађену стару зграда хотела „Руски цар” порушио и изградио нову савременију зграду гостионице и хотел у Обреновићевој улици. У дворишту је направио и нову велику биоскопску салу, са балконом и 500 седишта. Током 1935. године газда Таса је саградио и летњу биоскопску башту.
Таса Илић је биоскоп водио по свим светским приказивачким нормама. а од 1935. године почео је да уводи тон-апаратуру, звучне кинопројекторе, па се 1936. године биоскоп “Руски цар” рекламирао као Тон-кино.
Да би смањио број пожара, лако запаљиве целулозне траке и уништење филмова, Таса Илић је купио од београдске продуцентске куће „Роуз филма” за 150.000 динара најсавременију пројекцијску машину марке „Ернеман-Дрезден”.

Велики хотелски ресторан служио је и за свадбе, банкете и концерте, а своје услуге власник је рекламирао речима: 
„да закуске, вечере и сервирање врши нарочито за ту сврху ангажована послуга...по умереној цени.
Многе за оно време имућније Нишлије и гости који су повремено боравили у Нишу проводили су лепе вечери у Хотелу „Руски цар“.

### Хотел после Другог светска рата
После Другог светског рата у Нишу су одузети сви приватни дућани, кафане и хотели, па је тако и Таси Илићу одузет хотел „Руски цар“. 
'Тешки су то дани били за познатог угоститеља, када је морао кришом, у својој собици да крчми пиће познаницима, да би узео неку пару и преживео.
Педесетих година 20. века већи део хотела је порушен. Остала је само биоскопска сала која је постал војни биоскоп, а неколико година касније, биоскопска сала је поново отворена за грађанство, али под именом „Волга“. У доба Информбироа 1947/48. године, када свако име повезано са СССР било неподобно, биоскоп је добио име „Истра“, ваљда због братсва и јединства са осталим деловима комунистичке Југославије.
Одавно више у Нишу нема хотела на том месту а од биоскопа „Истра“, остала је само име, јер је биоскопска сала, осавремењена и данас носи име по легенди о имену града Ниша – „Вилин град“.